# آر زون
آر زون (بالإنجليزية: R-Zone)‏ هو نظام ألعاب فيديو كان في الأصل يتم ارتداؤه على الرأس ثم أصبح يحمل باليد صدر في سنة 1995، تم تطويره وتصنيعه من قبل شركة تايجر إلكترونيك لكن لم يلاقي النجاح المأمول ولم يتم تصنيعه إلا لفترة قصيرة.